# Itanará
Itanará é uma cidade do Paraguai, Departamento Canindeyú.

## Transporte
O município de Itanará é servido pelas seguintes rodovias:
- Caminho em terra ligando o município a cidade de Ypejhú[1][2][3]